# Anne-Sophie de Saxe-Gotha-Altenbourg
Titre
Princesse consort de Schwarzbourg-Rudolstadt
15 décembre 1710 – 24 juin 1718
(7 ans, 6 mois et 9 jours)
La duchesse Anne Sophie de Saxe-Gotha-Altenbourg (22 décembre 1670 – 28 décembre 1728) est une princesse de Saxe-Gotha-Altenbourg par la naissance, et par mariage princesse de Schwarzbourg-Rudolstadt.

## Famille
Elle est la fille de Frédéric Ier de Saxe-Gotha-Altenbourg (1646-1691) et de Madeleine-Sibylle de Saxe-Weissenfels (1648-1680).

## Mariage
Elle épouse Louis-Frédéric Ier de Schwarzbourg-Rudolstadt (15 octobre 1667 - 24 juin 1718). Ils ont les enfants suivants :
- Frédéric-Antoine de Schwarzbourg-Rudolstadt (1692-1744), prince de Schwarzbourg-Rudolstadt, marié avec :
  1. La princesse Sophie-Wilhemine de Saxe-Cobourg-Saalfeld (1690-1727),
  2. La princesse Christine Sophie de la Frise Orientale (1688-1750) ;
- Amélie-Madeleine (1693-1693) ;
- Sophie Louise (1693-1776) ;
- Sophie Julienne (1694-1776), religieuse de l'abbaye de Gandersheim ;
- Guillaume Louis (1696-1757), marié en 1726 morganatiquement à Caroline Henriette Gebauer (1706-1794), qui a été faite baronne de Brockenburg en 1727 ;
- Christine Dorothée (1697-1698) ;
- Albert Antoine (1698-1720) ;
- Émilie Julienne (1699-1774) ;
- Anne-Sophie de Schwarzbourg-Rudolstadt (1700-1780), marié en 1723 au duc François-Josias de Saxe-Cobourg-Saalfeld (1697-1764) ;
- Sophie Dorothée (1706-1737) ;
- Frédérique Louise (1706-1787) ;
- Magdalena Sibylle (1707-1795), religieuse de l'abbaye de Gandersheim ;
- Louis-Gonthier II de Schwarzbourg-Rudolstadt (1708-1790), prince de Schwarzbourg-Rudolstadt, marié en 1733 à la comtesse Sophie-Henriette de Reuss-Untergreiz (1711-1771).